# Styracaster paucispinus
Styracaster paucispinus är en sjöstjärneart som beskrevs av Ludwig 1907. Styracaster paucispinus ingår i släktet Styracaster och familjen Porcellanasteridae. Inga underarter finns listade i Catalogue of Life.